# وكالة مكافحة الفساد في جمهورية كازاخستان
وكالة مكافحة الفساد في جمهورية كازاخستان ( أنتيكور ، (بالقازاقية: Қазақстан Республикасының Сыбайлас жемқорлыққа қарсы іс-қимыл Агенттігі)‏ ، (بالروسية: Агентство Республики Казахстан по противодействию коррупции)‏ هي هيئة حكومية لمكافحة الفساد تابعة مباشرة ومسؤولة أمام رئيس جمهورية كازاخستان ، وهي مسؤولة عن تشكيل وتنفيذ سياسة مكافحة الفساد في جمهورية كازاخستان والتنسيق في مجال مكافحة الفساد، كما بالإضافة إلى تحديد جرائم الفساد وقمعها والكشف عنها والتحقيق فيها وغيرها من المهام وفقًا لتشريعات جمهورية كازاخستان.

## الجوائز الوزارية
وفقًا للمرسوم الصادر عن رئيس جمهورية كازاخستان بتاريخ 30 سبتمبر 2011 رقم 155 "بشأن رموز الدولة وشعارات النبالة في الإدارات وغيرها، التي تعادلها، جوائز بعض هيئات الدولة، التابعة مباشرة والمسؤولة أمام رئيس جمهورية كازاخستان جمهورية كازاخستان، المجلس الدستوري لجمهورية كازاخستان، وكالات إنفاذ القانون، المحاكم، القوات المسلحة، القوات الأخرى والتشكيلات العسكرية" جوائز الإدارات وكالة مكافحة الفساد (خدمات مكافحة الفساد) تعتبر:
- الميداليات:
  - "Minsiz kyzmet ushin" (للخدمة التي لا تشوبها شائبة) درجات I، II، III؛
  - لمساهمتهم في إنفاذ القانون.
- درع الصدر:
  - "أوزديك كيزمتكر" (ضابط ممتاز) الدرجة الأولى والثانية؛
  - "Uzdik kyzmetshi" (موظف ممتاز) الدرجة الأولى والثانية.

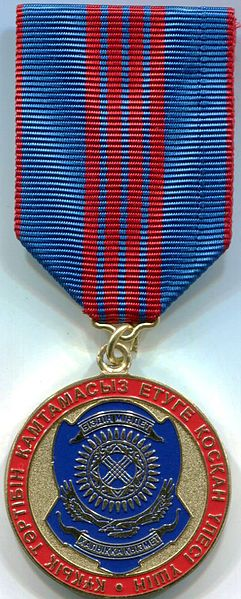
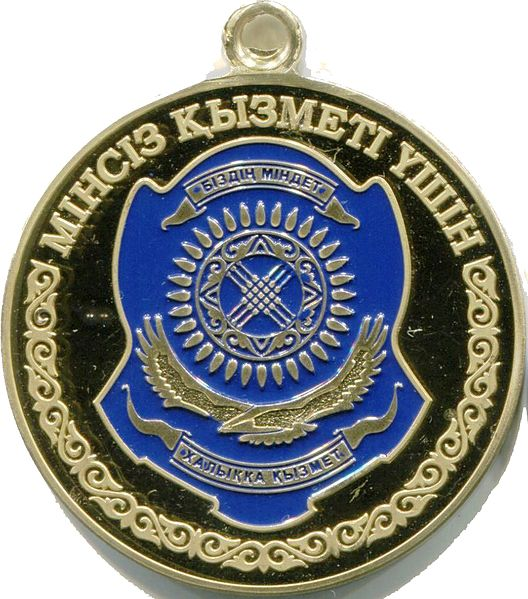
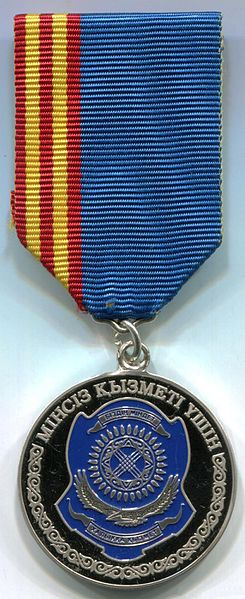